# Shortland (wyspy)
Shortland – grupa wysp należących do Prowincji Zachodniej Wysp Salomona. Zostały nazwane na cześć Johna Shortlanda. Są najbardziej wysuniętym na północny zachód krańcem Wysp Salomona, leżą w pobliżu Wyspy Bougainville’a. Największą wyspą w grupie jest Shortland. Pozostałe wyspy to m.in.: Ovau, Pirumeri, Magusaiai, Fauro i Ballale (podczas II wojny światowej była okupowana przez Japończyków i spoczywa na niej wiele wraków samolotów).
Do 1900 r. wyspy należały do Niemiec.